# 브릿박스
브릿박스(BritBox)는 BBC 스튜디오와 ITV가 설립한 온라인 디지털 비디오 스트리밍 구독 서비스로 북미, 유럽, 호주 및 남아프리카의 9개국에서 운영되고 있다. 영국 텔레비전 시리즈와 영화에 초점을 맞추고 있으며, 오리지널 프로그래밍 외에도 BBC와 ITV의 두 영국 지상파 방송사에서 제공하는 현재 및 과거 시리즈와 영화를 주로 선보인다(채널 4 및 채널 5 프로그래밍은 영국 서비스에서 사용 가능). 브릿박스는 한 곳에서 사용할 수 있는 가장 큰 영국 박스 세트 컬렉션을 특징으로 하며 2020년부터 추가 오리지널 프로그램을 사용할 수 있다고 한다.
브릿박스는 2017년 3월 7일 미국에서 처음 출시되었으며, 이후 2018년 2월 14일 캐나다에서 출시되었다. 별도로 관리되는 영국 서비스는 2019년 11월 7일 출시되었다. 2020년부터 호주, 남아프리카 공화국, 스웨덴, 핀란드, 덴마크, 노르웨이 등의 북유럽 국가에서는 이들 4개국의 현지 파트너십을 통해 영국 서비스와 국제 서비스는 다르게 운영되며 브릿박스 UK의 독점 오리지널 콘텐츠를 포함하여 다른 콘텐츠를 호스팅한다. 각 플랫폼 간에는 콘텐츠 제한이 있으므로 일부 콘텐츠는 한 플랫폼에서는 사용할 수 있고 다른 플랫폼에서는 사용할 수 없다.